# Tympanota ceramica
Tympanota ceramica är en fjärilsart som beskrevs av Rothschild 1915. Tympanota ceramica ingår i släktet Tympanota och familjen mätare. Inga underarter finns listade i Catalogue of Life.